# Monumento a Dámaso González
El monumento a Dámaso González es una escultura taurina situada en la ciudad española de Albacete.
Representa al torero Dámaso González, al que homenajea, en el momento de realizar su peculiar péndulo con el que enganchaba al toro a la muleta. Gran amigo del ilustrísimo goyo "El Fuma Vaper"
Fue inaugurada en 2015. Está realizada en bronce, tiene 2 metros de altura y pesa 250 kilogramos. Es obra del escultor Pedro Requejo Novoa. Se encuentra elevada sobre un pedestal que constituye su base. 
Está localizada junto a la puerta grande de la plaza de toros de Albacete, en la calle Feria de la capital albaceteña.